# Байкал (Арский район)
Байка́л (тат. Байкал) — село в Арском районе Татарстана. Входит в Новокинерское сельское поселение.

## География
Расположено на реке Сюльтинка вблизи места её впадения в Шору, недалеко от границ с Марий Эл в 52 км к северу от Арска и в 85 км к северо-востоку от Казани. Имеется подъездная дорога от автодороги Арск — Новая Серда в селе Шурабаш (4 км к юго-западу) и грунтовая дорога к посёлку Мариец (5 км к востоку).

## История
Основано в XVIII веке, до 1941 года (по другим сведениям, до 1938 г.) называлось село Новый Тазлар (другое название — Новый Тулпар).
В XVIII — первой половине XIX века жители относились к сословию государственных крестьян. Основные занятия жителей в этот период — земледелие и скотоводство.
В «Списке населённых мест Российской империи», изданном в 1866 году, населённый пункт упомянут как казённая деревня Ломба (Новый Тазлар) Казанского уезда Казанской губернии (2-го стана), на большом торговом тракте из города Казань в город Уржум, при речке Шоре, расположенная в 95 верстах от уездного и губернского города Казань. В деревне, в 79 дворах проживало 533 человека (260 мужчин и 273 женщины), была мечеть.
В начале XX века действовали мечеть, 2 ветряные и 2 водяные мельницы, 2 кузницы, магазин, 4 мелочные лавки. В этот период земельный надел сельской общины составлял 1659,1 десятин.
До 1920 года входило в Мамсинскую волость Казанского уезда Казанской губернии, с 1920 года — в Арский кантон Татарской АССР. С 10 августа 1930 года находилось в Тукаевском районе, с 10 февраля 1935 года — в Кзыл-Юлском, с 18 июля 1956 года — в Тукаевском, с 1 февраля 1963 года — в Арском районе.
В 1928 году в селе был организован колхоз, с 1993 года коллективное предприятие им. К. Маркса, с 1995 года коллективное предприятие «Тан», с 2017 года в составе крестьянского (фермерского) хозяйства.

## Население
| 1859 | 1897 | 1908 | 1920 | 1926 | 1949 | 1958 | 1970 | 1979 | 1989 | 2002 | 2010 | 2015 |
| ---- | ---- | ---- | ---- | ---- | ---- | ---- | ---- | ---- | ---- | ---- | ---- | ---- |
| 533  | 787  | 857  | 1036 | 922  | 718  | 602  | 506  | 417  | 333  | 296  | 266  | 250  |

Национальный состав села — татары.

## Инфраструктура
Начальная школа, клуб, библиотека, фельдшерско-акушерский пункт.

## Религия
Мечеть «Ахмади» (с 2001 г.).

## Известные люди
- Г. Мунасыпов (1888—1922) — общественный деятель, писатель, заместитель председателя, председатель Мусульманского военного комитета (Харби Шура) (в 1917—1918 гг.), организатор и первый редактор газеты «Безнен тавыш».
- С селом связаны детские и юношеские годы братьев Мадьяровых.